# Condado de Aurora
O Condado de Aurora é um dos 66 condados do Estado americano da Dakota do Sul. A sede do condado é Plankinton, e sua maior cidade é Plankinton. O condado possui uma área de 1 845 km² (dos quais 11 km² estão cobertos por água), uma população de 3 058 habitantes, e uma densidade populacional de 1,4 hab/km² (segundo o censo nacional de 2000). O condado foi fundado em 1879.